# Cassa del Mezzogiorno

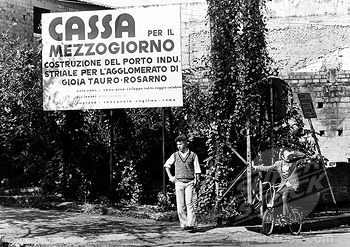
Panel informativo que indica las obras realizadas bajo los auspicios de la Cassa del Mezzogiorno en el sur de Italia (1951-1962)

La Cassa del Mezzogiorno fue un ente público italiano creado en la década de 1950 para fomentar el desarrollo de la región italiana del Mezzogiorno, muy atrasada socioeconómicamente respecto al resto del país. Aunque la questione meridionale (cuestión meridional), que reflexionaba acerca del nivel de retraso del sur de Italia, ya fue planteada a finales del siglo XIX, no fue hasta después de la Segunda Guerra Mundial cuando el gobierno de Alcide De Gasperi, apodado como el Presidente de la Reconstrucción, abordó el problema en profundidad. La Cassa del Mezzogiorno realizó actuaciones de mejora de infraestructuras (hídricas, viarias, portuarias e aeroportuarias), de mejora de la agricultura y productividad agraria, de incentivo a proyectos industriales, financiación de iniciativas turísticas, protección del patrimonio cultural, formación profesional y ordenación del territorio.